# KkStB-Tenderreihe 26
| ÖNWB Ic / ÖNWB Id / kkStB 26.03–19 | ÖNWB Ic / ÖNWB Id / kkStB 26.03–19 | ÖNWB Ic / ÖNWB Id / kkStB 26.03–19 | ÖNWB Ic / ÖNWB Id / kkStB 26.03–19 |
| ---------------------------------- | ---------------------------------- | ---------------------------------- | ---------------------------------- |
| kein Bild vorhanden                |                                    |                                    |                                    |
| Technische Daten                   |                                    |                                    |                                    |
|                                    | Ic                                 | Ic, d                              | Id                                 |
| Anzahl der Achsen                  | 3                                  | 3                                  | 3                                  |
| Baujahr                            | 1881–1884                          | 1881–1884                          | 1881–1884                          |
| Stückzahl                          | 17                                 | 17                                 | 17                                 |
| Radstand                           | 3000 mm                            | 3000 mm                            | 3000 mm                            |
| Laufrad-Ø                          | 969 mm                             | 969 mm                             | 969 mm                             |
| Wasser                             | 10,5 m³                            | 8,5 m³                             | 10,5 m³                            |
| Kohle                              | 6,4 m³                             | 8,4 m³                             | 6,4 m³                             |
| Leergewicht                        | 12,0 t                             | 12,0 t                             | 12,0 t                             |
| Dienstgewicht                      | 28,0 t                             | 28,0 t                             | 28,0 t                             |
| gekuppelt mit Lokomotiven          | 301                                | 301                                | 301                                |

Die kkStB-Tenderreihe 26 war eine Schlepptenderreihe der kkStB, deren Tender ursprünglich von der Österreichischen Nordwestbahn (ÖNWB) stammten.
Die ÖNWB beschaffte diese Tender 1881 von der Wiener Neustädter Lokomotivfabrik in einer Auflage von neun Stück.
1884 folgten acht Exemplare von der Lokomotivfabrik der StEG.
Nach der Verstaatlichung der ÖNWB reihte die kkStB die Tender als Reihe 26 ein.
Die Tender blieben immer mit ihren Lokomotiven der Reihe 301 gekuppelt.